# 樹翼龍屬
樹翼龍屬（學名：Dendrorhynchoides）屬於翼龍目蛙嘴龍科，發現於中國遼寧省的髫髻山層，化石年代屬於侏儸紀中期。樹翼龍的化石是在1995年發現，當時被分類於有長尾巴的喙嘴翼龍科；在2000年，樹翼龍被重新分類於蛙嘴龍科。樹翼龍最初被命名為Dendrorhynchus，但這名稱已被枝吻紐蟲所使用，因此改為目前的Dendrorhynchoides。

## 外部連結
- Dendrorhynchoides in The Pterosaur Database
- Dendrorhynchoides in  The Pterosauria